# Звездане стазе: Чудни нови светови
Звездане стазе: Чудни нови светови (енгл. Star Trek: Strange New Worlds) је предстојећа америчка телевизијска серија твораца Акива Голдсмана, Алекса Курцмана и Џени Лумет за стриминг услугу CBS All Access. Представља део франшизе Звездане стазе и биће покренута као део Курцманове експанзије франшизе. Серија је спин-оф серије Звездане стазе: Дискавери и преднаставак серије Звездане стазе: Оригинална серија. Прати посаду USS Ентерпрајз под командом капетана Кристофера Пајка.
Ансон Маунт, Ребека Ромејн и Итан Пек тим редоследом тумаче Пајка, Број Један и Спока, који репризирају своје улоге из серије Дискавери. Сви ови ликови настали су у оригиналној серији Звездане стазе и ови глумци су добили улоге за другу сезону серије Дискавери како би помогли да се та серија усклади са широм франшизом. Након позитивног пријема обожавалаца, Курцман је изразио интересовање да поново доведе глумце у своју сопствену серију. Развој такве серије је почео у марту 2020. и CBS All Access је званично наручио серију у мају. Они су потврдили главне улоге, наслов и креативни тим, укључујући Голдсмана и Хенрија Алонса Мајерса као шоуранере. Снимање се одржало од фебруара до јула 2021. у студију CBS Stages у Мисисоги.

## Радња
Серија прати капетана Кристофера Пајка и USS Ентерпрајз током деценије пре серије Звездане стазе: Оригинална серија.

## Епизоде
Прву епизоду серије је написао Акива Голдсман из приче коју је написао са Алексом Курцманом и Џени Лумет. Џонатан Фрејкс ће режирати серију.

## Улоге
| Глумац        | Улога          |
| ------------- | -------------- |
| Ансон Маунт   | Кристофер Пајк |
| Ребека Ромејн | Број Један     |
| Итан Пек      | Спок           |